# Пётр Карагеоргиевич (сын Александра II Карагеоргиевича)
Пётр Карагеоргиевич (серб. Петар Карађорђевић) (род. 5 февраля 1980, Чикаго, США) — старший сын титулярного короля Сербии Александра II Карагеоргиевича, титулярный кронпринц Сербии.

## Биография
Родился в 1980 году в Чикаго — старший сын Александра Карагеоргиевича. До конца 1981 года жил в Чикаго, затем переехал в Вирджинию. В 1983 году поступил в подготовительную утреннюю школу в Тайсонс-Корнер, в 1984 году пошёл в дневную школу. В возрасте 8 лет поступил в одну из ведущих подготовительных дневных школ Лондона. В июне 1998 года окончил школу Его Величества в Кентербери, сдав три экзамена по изобразительному искусству, испанскому и французскому языку уровня A-Level и 10 экзаменов типа GCSE. В 1999 году поступил в Камберуэллский колледж искусств Лондонского института. В мае 2000 года принял участие в программах по обмену в Барселоне и Севилье. С 1999 по 2000 годы учился в школе дизайна Род-Айленда. Занимается работой в области графического дизайна и компьютерных терминологий.
Кронпринц Пётр владеет сербским, английским, испанским и французским языками. В 1991 и июле 2000 года он дважды посещал Югославию.  17 июля 2001 он переехал в Белграде и жил там с семьёй в Королевском дворце до 2009 года. После этого он переехал в Нью-Йорк, а затем в Севилью, где живёт на данный момент. Посещал США, страны Европы, Ближнего Востока, Юго-Восточной Азии, Центральной и Южной Америки. По отцовской линии Пётр — 120-й в очереди наследования британского престола, потомок византийской династии Комнинов, а также Романовых, а по матери — потомок Бурбонов в 10-м поколении.
27 апреля 2022 года принц Петр отказался от своего права наследника главы дома Карагеоргиевичей - для себя и своих потомков - в пользу своего младшего брата Филиппа. Церемония состоялась в Севилье в Casa de Pilatos в присутствии его матери принцессы Марии, его отчима Игнасио, его брата Филиппа, его невестки принцессы Даники, его сводной сестры графини Соль. Его отец Александр, не присутствовал на мероприятии. Он был недоволен отказом Петра, назвав это нарушением традиции. Также он пожелал своему сыну крепкого здоровья и счастья в жизни.
У Петра есть дочь, родившаяся в 2017 году от Лорен Эстель Джонс.

## Награды
- Орден святого князя Лазаря
- Дважды награждён Орденом Звезды Карагеоргия